# Juan Antonio Gamazo Abarca
Juan Antonio Gamazo Abarca (Madrid, 1883- Madrid, 10 de juliol de 1968) va ser un polític i empresari espanyol.

## Biografia
Nascut a Madrid en 1883, era fill de Germán Gamazo y Calvo. Es va casar amb Marta Arnús Gallón, neboda del marquès de Comillas i membre d'una família benestant barcelonina. En 1909 va substituir com a diputat pel districte orensà de Valdeorras a José Quiroga Velarde a més de convertir-se en el primer comte de Gamazo. Va ser escollit diputat pel districte electoral de Medina del Campo, feu familiar que ja havia ocupat el seu pare anteriorment, en les eleccions de 1910, 1914, 1916, 1918, 1919, 1920 i 1923.
Destacat home de negocis vinculat a la Societat Anònima Arnús-Garí amb participació del seu sogre. Gamazo era el soci madrileny amb influència política per resoldre problemes amb el govern espanyol. També va formar part, entre d'altres, a la Compañía General de Tabacos de Filipinas i al Banco Hispano Colonial, va exercir de governador del Banc d'Espanya entre febrer i agost de 1930. Monàrquic alfonsí goicoecheísta de Renovación Española, seria escollit durant la Segona República diputat de les Corts a les eleccions de 1936. Va ser membre del Consell Privat del Comte de Barcelona. Va morir el 10 de juliol de 1968 a la seva ciutat natal.